# José Eduardo Martínez Alcántara
José Eduardo Martínez Alcántara (ur. 31 stycznia 1999 w Limie) – peruwiański szachista, arcymistrz od 2018 roku.

## Kariera szachowa
Alcántara wygrał Mistrzostwa Świata U-18 w 2017, zanim zaczął reprezentować Peru na Olimpiadzie Szachowej 2018. Wygrał Strefowy Turniej Ameryki Południowej w Ekwadorze z wynikiem 7,5 na 9 punktów, kwalifikując się tym samym do Pucharu Świata w Szachach 2019, gdzie został pokonany przez Dmitrija Jakovenko w pierwszej rundzie. W 6 edycji Africa Open w 2019 roku zajął 2-8 miejsce łącznie z graczami takimi jak: Nikita Petrov, Deivy Vera Sigueñas, Renato R. Quintiliano Pinto, Cristobal Henriquez Villagra, Salvador Alonso i Diego Saul Rod Flores Quillas.